# 우연론
우연론(偶然論)은 세계 그 자체가 출현한 것이나, 이 세계에 일어난 온갖 일도 모두 우연한 일이라고 보는 설이다. 이 설에 의하면 세계에는 아무런 법칙도 없다는 견해가 되며 예측은 모두 불가능한 것이 된다.